# 袁泳錫
袁泳錫（？—？），字祉轩，号次山，山东历城人，清朝政治人物、同進士出身。
道光二十四年（1844年）登進士，改庶吉士。咸丰三年正月初六（1853年2月13日），由翰林院检讨调任廣西學政。